# 奥瓦尔·特罗勒
奥瓦尔·特罗勒（瑞典語：Orvar Trolle，1900年4月4日—1971年3月7日），瑞典男子游泳运动员，主攻自由泳。他曾代表瑞典参加1920年和1924年夏季奥林匹克运动会游泳比赛，其中1924年奥运会获得一枚铜牌。